# Кальна (Хмельницький район)
Ка́льна — село в Україні, у Деражнянській міській громаді Хмельницького району Хмельницької області. Населення становить 673 особи.

## Історія
7 (20) листопада 1917 року, відповідно до Третього Універсалу Української Центральної Ради, увійшло до складу Української Народної Республіки.
12 червня 2020 року, відповідно до розпорядження Кабінету Міністрів України № 727-р «Про визначення адміністративних центрів та затвердження територій територіальних громад Хмельницької області», увійшло до складу Деражнянської міської громади.
19 липня 2020 року, в результаті адміністративно-територіальної реформи та ліквідації Деражнянського району, село увійшло до складу Хмельницького району.
До 2020 орган місцевого самоврядування — Кальнянська сільська рада.